# Witold Hulewicz

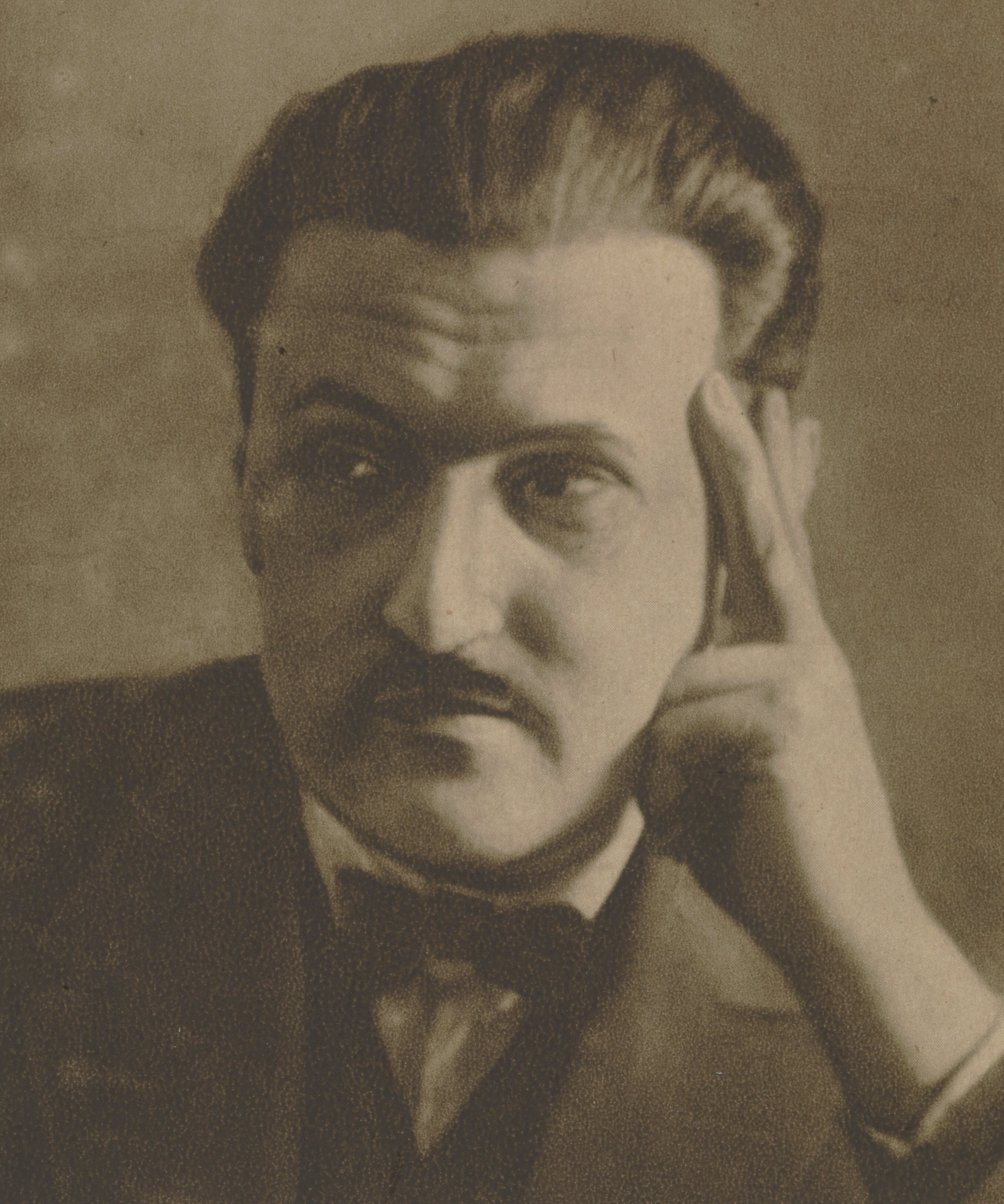
Porträt

Witold Hulewicz, auch bekannt unter dem Pseudonym Olwid (* 26. November 1895 bei Strzałkowo, Wartheland, Deutsches Kaiserreich; † 12. Juni 1941 in Palmiry, Generalgouvernement) war ein polnischer Dichter, Verleger, Literaturkritiker und Übersetzer der Zeit des Zweiten Weltkriegs sowie Soldat der Heimatarmee.

## Leben und Wirken
Witold Hulewicz war der Sohn von Leon Hulewicz, einem Gutsbesitzer aus Großpolen, und Helena Hulewicz, geborene Kaczkowski, einer Pianistin. Seine drei Schwestern waren Stanisława Ilińska (1885–1976), Antonina (1890–1978) und Katarzyna (1901–1907), seine Brüder waren der Maler und Schriftsteller Jerzy Hulewicz, der Schriftsteller und Oberst der polnischen Armee Bohdan Hulewicz und Wacław Hulewicz (1891–1985). Witold Hulewicz ging in Trzemeszno zur Schule und machte in Śrem sein Abitur ablegte. Er war Mitglied der Pfadfinder.
Im Ersten Weltkrieg wurde er im Alter von 18 Jahren in die preußische Armee eingezogen und kämpfte er an der Westfront in Frankreich und Belgien, wo er geschmuggelte Gedichte deutscher Pazifisten ins Polnische übersetzte. Nach dem Krieg kehrte er nach Poznań zurück und kämpfte im Großpolnischen Aufstand (1918–1919) auf der Seite der Aufständischen.
Er setzte sein Studium an der Universität Posen und in Paris fort. 1916 gründete er zusammen mit seinen Brüdern Jerzy und Bohdan den Verlag „Ostoja“. 1917 bis 1922 gaben sie gemeinsam die expressionistische Literatur- und Kulturzeitschrift Zdrój (Quelle) heraus, in der polnische Übersetzungen deutscher Expressionisten wie Else Lasker-Schüler, Georg Heym und Gottfried Benn erschienen. Unterstützt wurden die Brüder bei diesen Unternehmungen von Stanisław Przybyszewski.
1921 feierte Witold Hulewicz mit dem Gedichtband Płomień w garści (Flamme in der Hand) sein literarisches Debüt. 1927 schrieb einen biografischen Roman über Beethoven mit dem Titel Przybłęda Boży (Gottes Landstreicher). Neben seinen Übersetzungen von Johann Wolfgang von Goethe und Thomas Mann war er insbesondere bekannt als erster polnischer Übersetzer der Werke von Rainer Maria Rilke, den er in der Schweiz kennengelernt hatte – darunter Das Buch der Bilder (1902), Das Stunden-Buch (1905), Die Aufzeichnungen des Malte Laurids Brigge (1910) und Auguste Rodin (1903).
Zeitweilig lebte er in Vilnius, wo er ab Dezember 1927 Programmdirektor des dortigen Polnischen Rundfunks war. 1928 schrieb Hulewicz mit Pogrzeb Kiejstuta (Die Beerdigung von Kiejstut) das erste Theaterstück, das speziell für das Polnische Rundfunktheater geschrieben wurde. Über diese eigenständige Form der Radiokunst verfasste er 1935 auch eine theoretische Studie mit dem Titel Teatr wyobraźni (Theater der Imagination). Als er 1935 nach Warschau übersiedelte, leitete er dort bis 1939 die Literaturabteilung des Polnischen Rundfunks.
Während des Zweiten Weltkriegs war er Chefredakteur der in Warschau im literarischen Untergrund erscheinenden Zeitschrift Polska Żyje (Polen lebt). Die Leitung der Zeitschrift übernahm sein Bruder Jerzy, nachdem Witold am 2. September 1940 von der Gestapo im Rahmen der AB-Aktion verhaftet, im Gefängnis Pawiak inhaftiert und in der Szucha-Allee gefoltert wurde. Am 12. Juni 1941 wurde er bei einer Massenhinrichtung in Palmiry erschossen und auf dem Friedhof von Palmiry beigesetzt. Sein Bruder Jerzy starb wenige Tage nachdem ihn die Nachricht von Witolds Tod erreichte. Witolds Frau, Stefania Hulewicz, geborene Ossowska, wurde zwei Tage nach ihm verhaftet und in das KZ Ravensbrück überstellt, überlebte jedoch den Zweiten Weltkrieg.

## Werke
- 1921: Płomień w garści (Flamme in der Hand)
- 1927: Przybłęda Boży – Beethoven: czyn i człowiek (Gottes Landstreicher – Beethoven: sein Werk und sein Leben)
- 1928: Pogrzeb Kiejstuta (Die Beerdigung von Kiejstut)
- 1935: Teatr wyobraźni (Theater der Imagination)